# Torre Lapillo
Torre Lapillo (Lapiddhru in dialetto salentino) è una frazione di Porto Cesareo in provincia di Lecce.

## La torre
La torre di avvistamento, conosciuta anche con il nome di Torre di San Tommaso e recentemente restaurata, è una delle più grandi del territorio, presenta una struttura a base quadrata e una scalinata di accesso con tre archi sottostanti, di cui l'ultimo aggiunto solo recente: la scalinata terminava infatti con un ponte levatoio. Ha i lati di base lunghi 16 metri ed è alta 17 metri.

## Storia
Fa parte del sistema difensivo costiero voluto da Carlo V per proteggere il Salento dalle invasioni dei Turchi. Fu terminata nel febbraio 1568. Fu una frazione del comune di Nardò fino al 1975, quando fu aggregata al neocostituito Comune di Porto Cesareo.

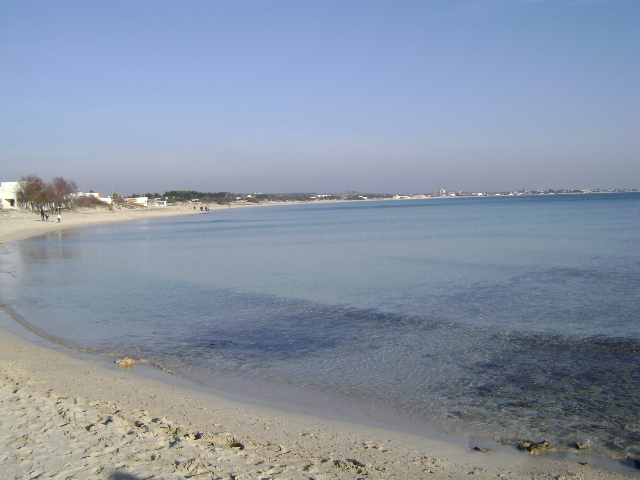
Spiaggia di Torre Lapillo, insenatura dell'Omo Morto
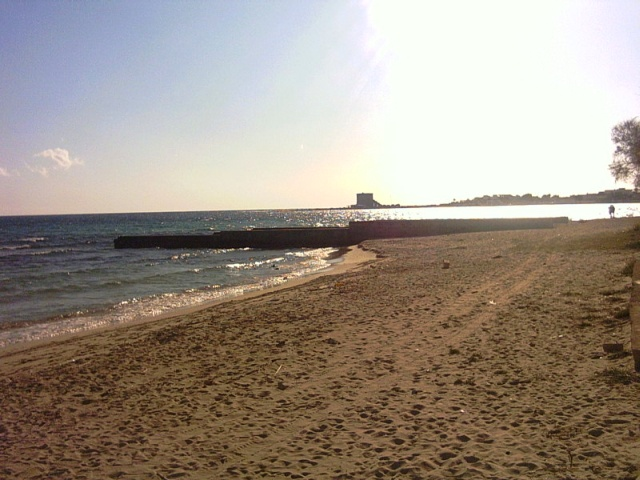
Il canale di scolo
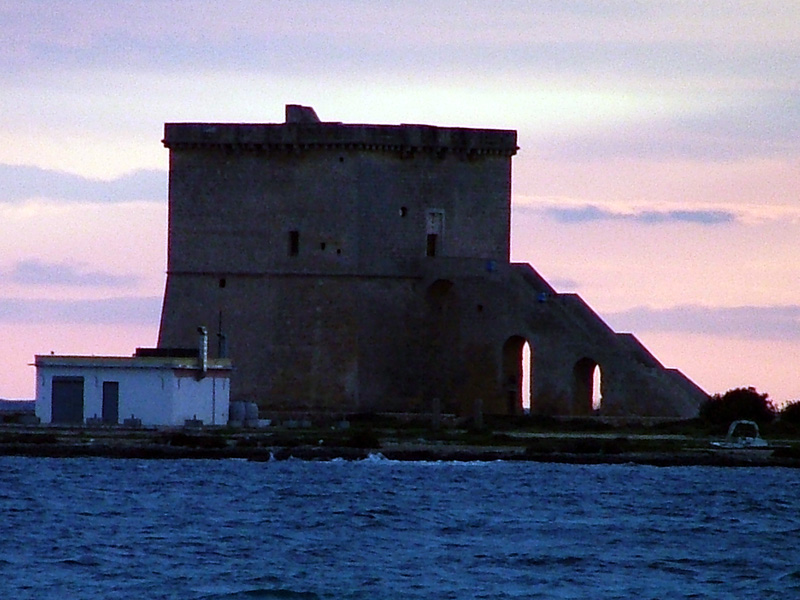
La torre vista da lontano
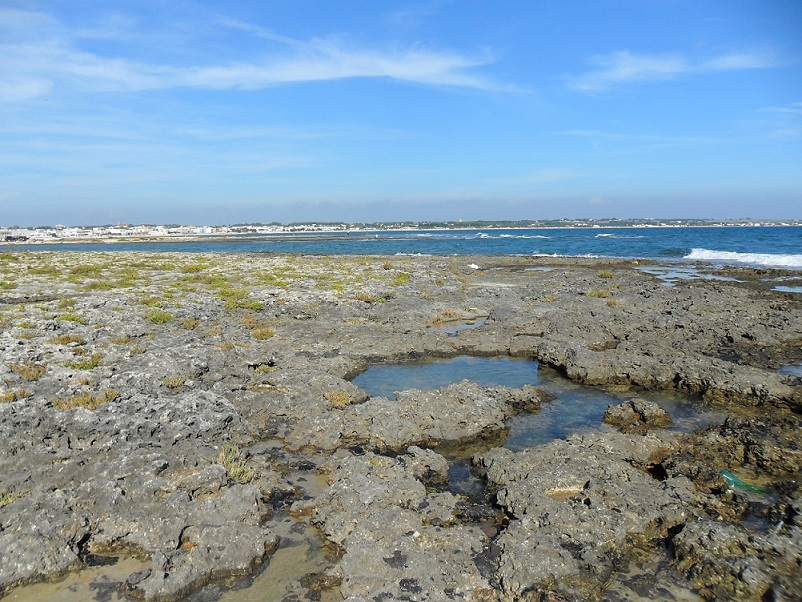
Scogliera di Torre Lapillo
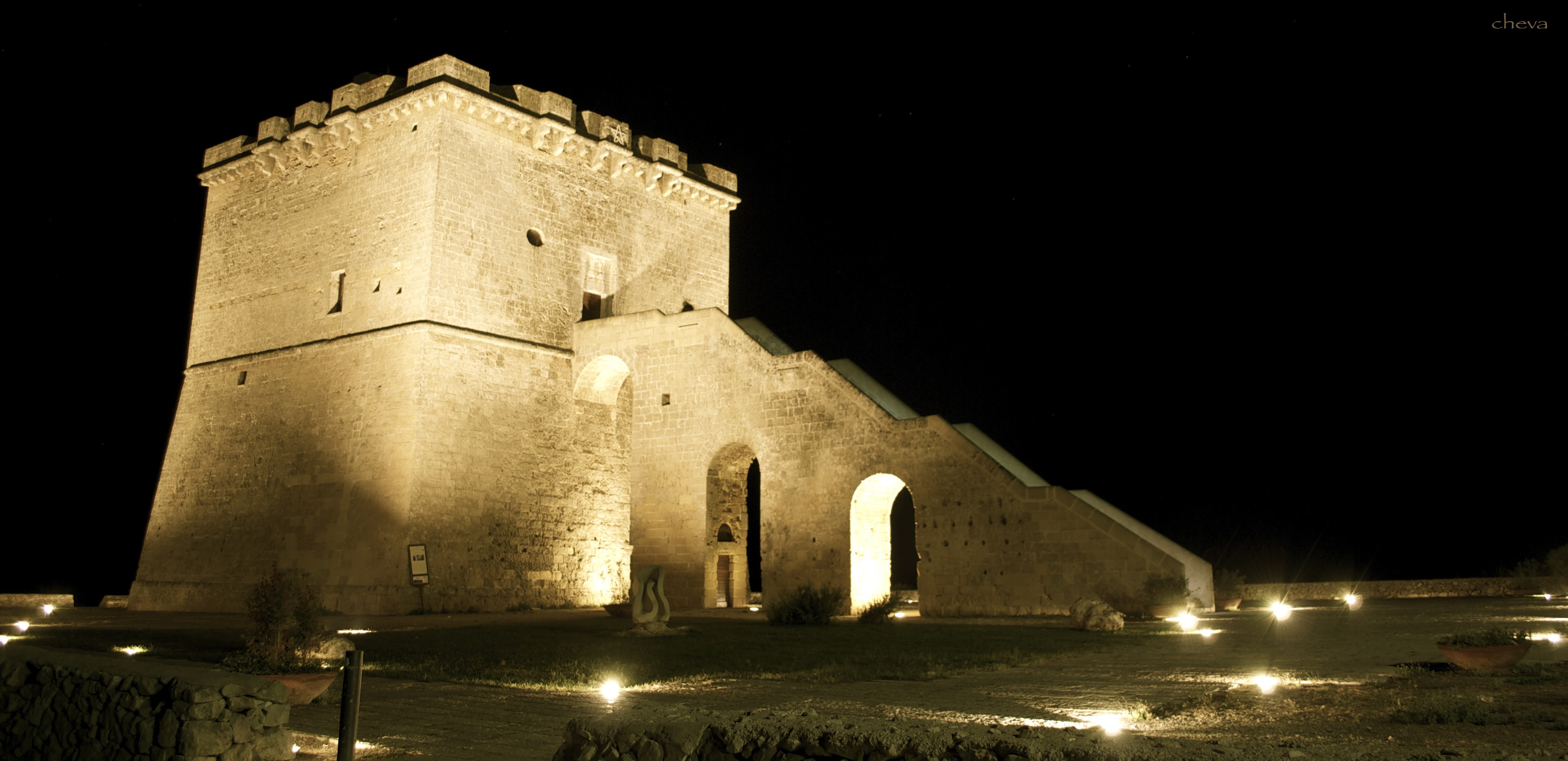
Torre Lapillo in notturna
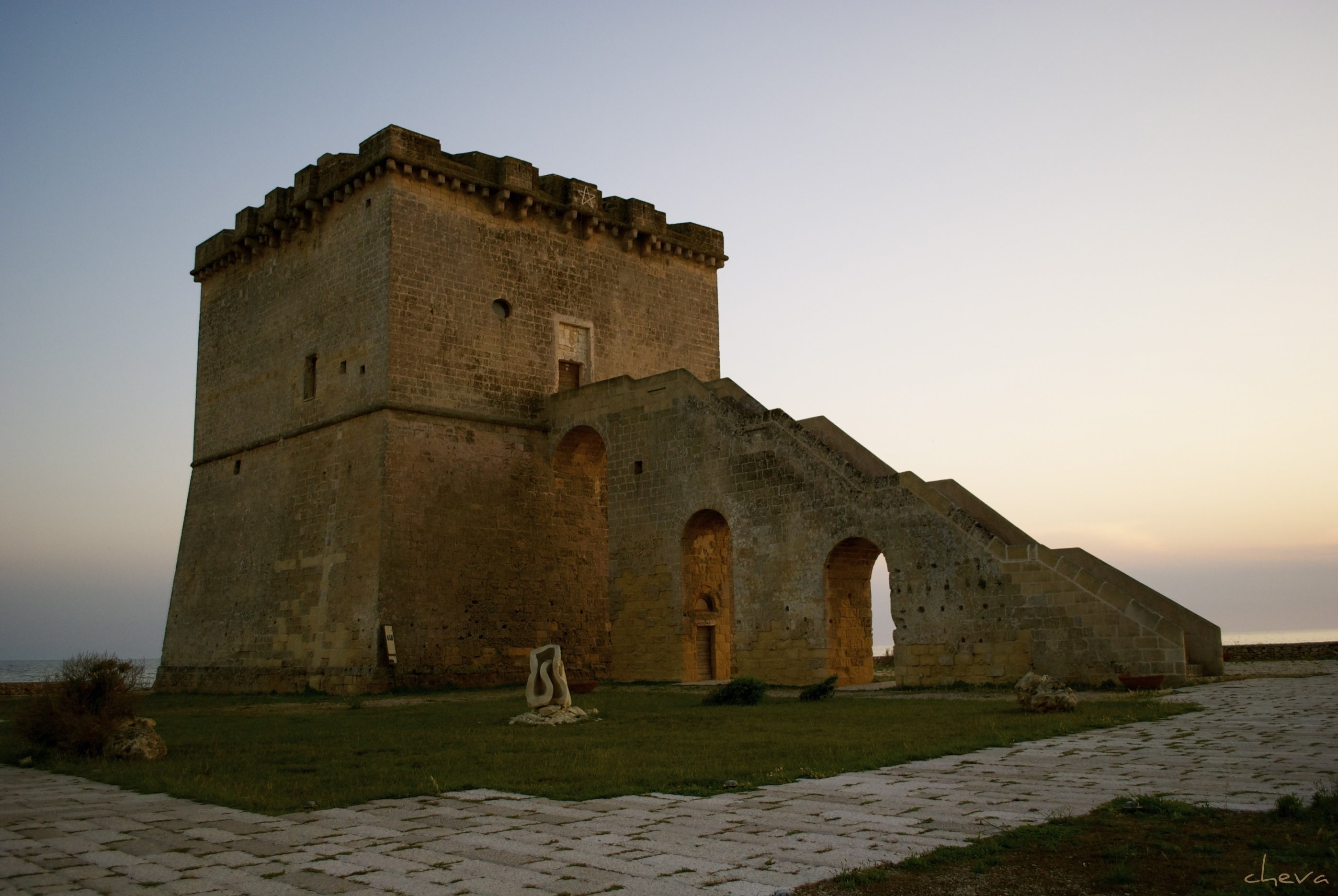
Torre Lapillo vista scalinata